# Goldene Kamera 1968
Die Verleihung der Goldenen Kamera 1968 fand am 9. Januar 1969 im Hotel Vier Jahreszeiten in Hamburg statt. Es war die 4. Verleihung dieser Auszeichnung. Das Publikum wurde durch Hamburgs Bürgermeister  Herbert Weichmann begrüßt. Die Verleihung der Preise und die Moderation übernahm Hans Bluhm, der Chefredakteur der Programmzeitschrift Hörzu (damals noch Hör zu). An der Veranstaltung nahmen etwa 80 Gäste teil. Die Verleihung wurde nicht im Fernsehen übertragen. Die Leser wählten in der Kategorie Bester Hauslehrer des Fernsehens ihren Favoriten.

## Preisträger

### Schauspieler
- Wolfgang Reichmann – Von Mäusen und Menschen und Othello

### Schauspielerin
- Cornelia Froboess – Mathilde Möhring

### Beste Autorin & Beste Moderatorin
- Margret Dünser – Paris aktuell

### Bester Autor & Beste Regie
- Rolf Hädrich – Mord in Frankfurt

### Bester Hauslehrer des Fernsehens
- Bernhard Grzimek – Ein Platz für Tiere (Hör zu-Leserwahl)

### Herausragender Kameramann
- Wolfgang-Peter Hassenstein

### Politischer Korrespondent und Kommentator
- Peter Scholl-Latour

### Teamkamera
Gesundheitsmagazin Praxis
- Hans Mohl – Leitung und Moderation
- Marlene Linke – Gesundheitsmagazin Praxis-Beitrag: Abtreibung in Deutschland

## Sonstiges
- Rolf Hädrich bedankte sich mit einer Laudatio im Namen aller Preisträger.[1]
- Die Goldene Kamera wurde bei dieser Verleihung zum ersten Mal an einen Kameramann vergeben.[1]